# 사유 (불교)
불교 용어로서의 사유 또는 4유에는 다음과 같은 것들이 있다.
- 사유(思惟, 산스크리트어: cintanā, 영어: thinking of. reflecting upon, considering)는 대상을 구별하고 생각하고 살피고 추리하고 헤아리고 판단하는 것 또는 마음속으로 깊이 생각하는 것을 말한다.[1][2][3][4][5][6] 진리에 계합하는 사유를 정사유(正思惟)라고 하며 이것은 8정도(八正道) 가운데 하나이다. 진리에 계합하지 않는 사유를 사사유(邪思惟)라고 하며 8사(八邪) 가운데 하나이며, 정사유의 반대이다.[7][8]
정사유를 진리에 계합하는 사유라고 정의할 때, 이 때의 진리는 불교에서의 진리 특히 4성제를 말하는 것으로, 따라서 정사유는, 기본적으로, 고의 원인이 되는 탐욕(貪欲) · 성냄[瞋恚] · 해치려는 생각[害念] 등의 번뇌를 멀리 떠난 무탐(無貪) · 무진(無瞋) · 불해(不害) 등의 생각과 마음을 말한다.[7][9] 그런데 여기에서 '번뇌를 멀리 떠난 상태의 생각과 마음'이란 무엇을 의미하는지에 대해 견해 차이가 있을 수 있으며, 그만큼 사유에 대한 해석이 달라질 수 있고, 실제로 불교에서 사유에 대한 해석은 그 폭이 넓으며 특히 정사유에 대한 해석이 그러하다.

- 4유(四維)는 동북 · 동남 · 서북 · 서남의 4가지 방향을 가리킨다. 4우(四隅)라고도 한다. 4유(四維)와 동 · 서 · 남 · 북의 4방(四方)과 상(上) · 하(下)의 2방향을 합쳐서 10방 또는 시방(十方)이라 하는데, 이러한 방위 · 방향 · 공간으로서의 방(方)은 심불상응행법 가운데 하나이다.
- 4유(四有)는 유정이 윤회하는 한 생애를 넷으로 나눈 생유(生有) · 본유(本有) · 사유(死有) · 중유(中有)를 말한다.
- 사유(死有)는 4유(四有) 가운데 하나로, 목숨이 끊어지는 일 찰나를 말한다.

## 사유(思惟)
사유(思惟, 산스크리트어: cintanā)는 대상을 구별하고 생각하고 살피고 추리하고 헤아리고 판단하는 것 또는 마음속으로 깊이 생각하는 것을 말한다.
진리에 계합하는 사유를 정사유(正思惟)라고 하며 이것은 8정도(八正道) 가운데 하나이다. 진리에 계합하지 않는 사유를 사사유(邪思惟)라고 하며 8사(八邪) 가운데 하나이며, 정사유의 반대이다.
사유(思惟)는 '대상을 구별하고 생각하고 살피고 추리하고 헤아리고 판단하는 것'이라는 정의에서 보면 대체로 제6의식에 의한 계탁분별을 말하는데, 아주 넓게는 선정에 의해 나타나는 바른 지혜 즉 일체의 사사유(邪思惟)를 끊는 무루혜까지도 포함한다. 이 견해 즉 '모든 사유 즉 모든 사유분별 즉 모든 계탁분별은 실제로는 사사유이며 정사유란 일체의 사유분별 즉 일체의 계탁분별을 끊는 것'이라는 견해는 '보살의 수행으로서의 8정도의 정사유'에 대한 《대지도론》의 견해로, 말하자면 사유에 대한 '높은 경지의' 견해인데, 이보다 좀 완화된 견해로, 8정도의 정사유란 무루의 지혜로 4성제의 이치를 깊이 사유하여 관(觀)을 더욱 향상시키는 것, 즉 4제 16행상 등의 제관(諦觀: 진리를 관함)을 말하는 것이라고 보는 견해도 있다.

## 4유(四有)

### 중유(中有)
죽은 직후부터 다음 생으로  태어나기 직전까지의 존재를 중유라  한다

## 참고 문헌
- 고려대장경연구소. 《고려대장경 전자 불교용어사전》. 고려대장경 지식베이스 / (사)장경도량 고려대장경연구소. |title=에 외부 링크가 있음 (도움말)
- 곽철환 (2003). 《시공 불교사전》. 시공사 / 네이버 지식백과. |title=에 외부 링크가 있음 (도움말)
- 운허.  동국역경원 편집, 편집. 《불교 사전》. |title=에 외부 링크가 있음 (도움말)
- 용수 지음, 구마라습 한역, 김성구 번역 (K.549, T.1509). 《대지도론》. 한글대장경 검색시스템 - 전자불전연구소 / 동국역경원. K.549(14-493), T.1509(25-57). |title=에 외부 링크가 있음 (도움말)
- (영어) Sanskrit and Tamil Dictionaries. 《Cologne Digital Sanskrit Dictionaries》. Institute of Indology and Tamil Studies, Cologne University (www.sanskrit-lexicon.uni-koeln.de). |title=, |출판사=에 외부 링크가 있음 (도움말)
- (중국어) 佛門網. 《佛學辭典(불학사전)》. |title=에 외부 링크가 있음 (도움말)
- (중국어) 星雲. 《佛光大辭典(불광대사전)》 3판. |title=에 외부 링크가 있음 (도움말)
- (중국어) 용수 조, 구마라습 한역 (T.1509). 《대지도론(大智度論)》. 대정신수대장경. T25, No. 1509, CBETA. |title=에 외부 링크가 있음 (도움말)}